# Прутков, Степан Дмитриевич
Степан Дмитриевич Прутков (1911—1978) — советский военачальник. Участник Великой Отечественной войны. Герой Советского Союза (1943). Генерал-лейтенант авиации (08.08.1953).

## Биография
Степан Дмитриевич Прутков родился 1 января 1911 года в уездном городе Опочно Радомской губернии Российской империи (ныне город, административный центр Опочненского повята Лодзинского воеводства Польской Республики) в семье рабочего. Русский. С началом Первой мировой войны с матерью переехал в Смоленскую губернию. Его детство и юность прошли в Рославле. Окончив восемь классов школы, Степан Прутков устроился на работу грузчиком. Одновременно продолжал учиться в вечерней школе повышенного типа, которую окончил с отличием. Одновременно окончил курсы сортировщиков льна. Работал по специальности на станции Починок, затем был назначен начальником строительства завода по обработке льна. С 1931 года — заведующий сектором нормирования и заработной платы МТС в Смоленске.

### Военная служба
В августе 1933 года по спецнабору ЦК ВКП(б) поступил в 3-ю военную школу лётчиков и лётнабов имени К. Е. Ворошилова. После её окончания в декабре 1936 года назначен инструктором-лётчиком 1-го Оренбургского (с 1938 года — Чкаловского) авиационного училища лётчиков. С января по май 1938 года был редактором газеты при политотделе этого училища, затем вновь инструктором-лётчиком. 8 сентября 1938 года уволен в запас по сокращению штатов (статья 43, п. «а» «Положения о прохождении службы командным и начальствующим составом РККА»). С начала 1939 года работал комиссаром Чкаловского областного аэроклуба. После восстановления в кадрах РККА в сентябре 1940 года назначен заместителем командира эскадрильи по политической части в 218-м скоростном бомбардировочном авиационном полку 47-й авиационной дивизии ВВС Орловского военного округа, затем в том же полку вступил в командование эскадрильей бомбардировщиков СБ.

### Великая Отечественная война
В первые дни войны материальная база 218-го скоростного бомбардировочного авиационного полка была почти полностью уничтожена. 2 июля 1941 года полк был выведен в тыл и переформирован в 218-й штурмовой авиационный полк. Получив на вооружение 20 новых штурмовиков Ил-2, полк был включён в состав 60-й смешанной авиационной дивизии Брянского фронта. Самолётов на всех лётчиков не хватало, и к боевой работе допускались лишь наиболее опытные пилоты. Прекрасно владевший техникой пилотирования У-2, Р-5, Р-6, УТ-1, УТ-2 и СБ старший лейтенант С. Д. Прутков в их число не попал. На Брянском фронте Степан Дмитриевич совершал лишь учебно-тренировочные полёты. Но будучи от природы прекрасным лётчиком, он быстро освоил Ил-2. Когда в полку была сформирована ещё одна эскадрилья, её командиром был назначен С. Д. Прутков.
К реальной боевой работе Степан Дмитриевич приступил уже на Ленинградском фронте (с 17 декабря 1941 года — Волховский фронт), куда 218-й штурмовой авиационный полк был переброшен во второй половине ноября 1941 года. За отличие в Тихвинской наступательной операции он был произведён в капитаны и представлен к ордену Красной Звезды, но награждение не состоялось. Зимой 1942 года 218-й ШАП в составе 3-й резервной авиационной группы 4-й армии принимал участие в Любанской операции. Всего за время участия в боевых действиях на Ленинградском и Волховском фронтах капитан С. Д. Прутков совершил 16 боевых вылетов, в ходе которых уничтожил 8 танков, 79 автомашин с войсками и грузами, 8 полевых орудий, 10 мотоциклов, 6 подвод с военным имуществом, 1 самолёт на земле, поджёг восемь зданий с засевшими в них вражескими солдатами и два штабных автобуса, истребил 190 солдат и офицеров неприятеля. В воздушном бою Прутков сбил немецкий бомбардировщик Ю-87. 18 февраля 1942 года 218-й штурмовой авиационный полк был выведен в резерв Верховного Главнокомандования, а капитан С. Д. Прутков был направлен в запасной полк, где освоил полную программу переобучения на штурмовике Ил-2.
Вновь в действующей армии Степан Дмитриевич с 13 июля 1942 года на Сталинградском фронте в должности штурмана 504-го штурмового авиационного полка 226-й штурмовой авиационной дивизии 8-й воздушной армии. Участник Сталинградской битвы. В период обороны Сталинграда капитан Д. С. Прутков неоднократно водил группы Ил-2 на штурмовку мотомеханизированных колонн противника, скоплений его танков и живой силы. По оценке командира полка майора Ф. З. Болдырихина 

при выполнении боевых заданий характерными чертами тов. Пруткова являются его смелость, решительность, военная хитрость и высокая организация строя и боевого порядка… Тов. Прутков является новатором и сторонником всех нововведённых тактических изменений в штурмовой авиации— ЦАМО, ф. 33, оп. 793756, д. 39.
 Как штурман полка Степан Дмитриевич уделял большое внимание обучению лётного состава тактике нанесения штурмовых ударов и ведения воздушного боя. Именно тактически грамотные действия штурмовых групп, ведомых Прутковым, железная дисциплина и хорошая выучка позволяли советским лётчикам нивелировать численное превосходство противника в авиации. Так, 7 сентября 1942 года 9 Ил-2 под командованием капитана Пруткова в районе Виновка — Латошинка вели штурмовку колонны противника, отражая при этом атаки 10-ти немецких истребителей Ме-109. За счёт правильной организации боя, советские штурмовики нанесли большой урон врагу, сбив два «Мессершмитта», один из которых на счету командира группы, и уничтожив на земле 10 танков и до 30 автомашин с войсками и грузами. При этом группа в полном составе вернулась на свой аэродром. Аналогичная ситуация произошла 8 сентября 1942 года во время штурмовки колонны противника в районе хутора Каменный Буерак: восемь Илов в условиях плотного зенитного огня и противодействия десяти истребителей противника сделали несколько заходов на цель, уничтожив при этом 6 танков, до 15 автомашин и свыше 50 военнослужащих вермахта. 16 сентября 1942 года девятка Пруткова произвела штурмовку мотомеханизированной колонны у посёлка Верхняя Ельшанка, сделав при противодействии зенитной артиллерии и шести истребителей противника 2 захода на цель и уничтожив 10 танков и 14 автомашин врага. Своих потерь группа не имела. Всего к середине октября 1942 года на Сталинградском фронте Степан Дмитриевич произвёл 13 боевых вылетов в качестве ведущего групп из 6—9 самолётов, уничтожив при этом лично 5 танков, 13 автомашин и более 20 вражеских солдат.
В период контрнаступления советских войск под Сталинградом 504-й штурмовой авиационный полк оказывал содействие своим наземным войскам, производя штурмовки переднего края обороны противника, разрушая опорные пункты обороны и подавляя огонь вражеской артиллерии. 17 декабря 1942 года получивший звание майора С. Д. Прутков был назначен командиром полка, сменив на этом посту подполковника Ф. З. Болдырихина, который возглавил 226-ю штурмовую авиационную дивизию. Степан Дмитриевич непосредственно руководил действиями полка на Южном фронте во время ликвидации окружённой в Сталинграде группировки немецко-фашистских войск. Под его командованием лётчики полка произвели 949 боевых самолёто-вылетов, нанеся противнику большой урон. Неоднократно штурмовики полка точными ракетно-бомбовыми ударами способствовали взятию опорных пунктов немецкой обороны. Неоценимую помощь эскадрильи полка оказали наземным войскам при овладении сильно укреплённым населённым пунктом Цыбенко. На подступах к посёлку на высоте 111,6 противник разместил несколько артиллерийских батарей, которые не давали продвинуться вперёд советской пехоте. В результате массированного штурмового удара Илов полка Пруткова организованное сопротивление немцев на высоте было полностью подавлено и наземные войска овладели высотой, а 13 января штурмом взяли посёлок Цыбенко. Лично майор С. Д. Прутков к окончанию Сталинградской битвы произвёл 22 боевых вылета, а всего с начала войны — 43 боевых вылета. За массовый героизм лётного состава в ходе Сталинградской битвы приказом НКО СССР № 128 от 18 марта 1943 года полк Пруткова был преобразован в 74-й гвардейский штурмовой авиационный полк, а за особые заслуги при обороне Сталинграда ему было присвоено почётное наименование «Сталинградский». Указом Президиума Верховного Совета СССР от 1 мая 1943 года за образцовое выполнение боевых заданий командования на фронте борьбы с немецкими захватчиками и проявленные при этом отвагу и геройство гвардии майору Пруткову Степану Дмитриевичу было присвоено звание Героя Советского Союза.
Три месяца, начиная с февраля 1943 года, авиационные полки 226-й штурмовой авиационной дивизии (с 18 марта 1943 года — 1-я гвардейская штурмовая авиационная дивизия) находились в резерве фронта. За это время в частях была проведена большая учебная работа. 74-й гвардейский штурмовой авиационный полк под командованием гвардии майора Пруткова по итогам боевой учёбы добился лучших показателей по стрельбе реактивными снарядами и точности бомбометания. 15 мая 1943 года полк в составе своей дивизии перебазировался на аэродром Матвеевский для содействия прорыву наземными войсками долговременной и сильно укреплённой полосы обороны противника — Миус-фронта. Однако в конце мая у Степана Дмитриевича развилось серьёзное заболевание почек. Более месяца он провёл на больничной койке. После выписки из госпиталя ему был предоставлен месячный отпуск, но узнав о подготовке операции, ещё не вполне здоровый гвардии майор С. Д. Прутков вместо фронта отправился в полк. В преддверии Донбасской операции он осуществлял руководство действиями полка по штурмовке оборонительных позиций немцев на реке Миус. С 17 июля по 1 августа 1943 года лётчики полка совершили 230 боевых самолёто-вылетов. В результате ракетно-бомбовых ударов по переднему краю обороны противника и его ближайшим резервам полк уничтожил и повредил до 260 танков, 14 самолётов на аэродромах, 470 автомашин, 25 цистерн с топливом, 37 повозок с грузами, 17 артиллерийских орудий, 7 зенитных точек и 2 миномётные батареи. Экипажами полка было взорвано и подожжено 5 складов с боеприпасами, 5 складов с другим военным имуществом, вызвано 28 крупных очагов пожара. В воздушных боях враг потерял 11 самолётов, а его потери в живой силе составили до 400 человек. Линия обороны противника была насыщена зенитными средствами, и штурмовики часто получали серьёзные повреждения. Но гвардии майор С. Д. Прутков силами собственного технического состава и приданной полку подвижной автомобильной ремонтной мастерской ПАРМ-1 хорошо организовал ремонт повреждённых самолётов. За указанный период времени технический состав полка вернул в строй 49 штурмовиков Ил-2. За успешную боевую работу перед началом наступления войск Южного фронта личному составу 74-го гвардейского штурмового авиационного полка неоднократно объявлялись благодарности от имени Военного Совета Южного фронта, командующего 8-й воздушной армии и командира дивизии.
15 августа 1943 года уже в ходе начавшейся Донбасской операции гвардии майор С. Д. Прутков был назначен заместителем командира 1-й гвардейской штурмовой авиационной дивизии. Так получилось, что во время наступления Степан Дмитриевич остался один на командном пункте дивизии: командир дивизии в это время неотлучно находился в штабе 5-й ударной армии, а начальник штаба дивизии — на КП 4-го механизированного корпуса. Ему самому приходилось оценивать боевую обстановку, намечать приоритетные цели, распределять силы дивизии в соответствии с боевыми задачами. Несмотря на отсутствие опыта руководства таким крупным боевым соединением, как дивизия, лётчики которой совершали по 200—207 самолёто-вылетов ежедневно, Степан Дмитриевич успешно справился со своими обязанностями. Его работа получила высокую оценку командования: он был награждён орденом Отечественной войны 1-й степени и повышен в воинском звании до подполковника. В октябре — ноябре 1943 года С. Д. Прутков принимал деятельное участие в подготовке операций дивизии во время прорыва войсками 4-го Украинского фронта немецкой линии обороны на реке Молочная, форсирования частями 51-й армии залива Сиваш и отражения попытки контрнаступления немцев с Никопольского плацдарма.
28 декабря 1943 года гвардии подполковник С. Д. Прутков вступил в должность командира 1-й гвардейской штурмовой авиационной дивизии, а 2 февраля 1944 года ему досрочно было присвоено звание полковника. Первой самостоятельной боевой операцией в должности командира дивизии для Степана Дмитриевича стала ликвидация немецкого плацдарма на левом берегу Днепра у Никополя. Штурмовики дивизии действовали настолько эффективно, что после каждого ракетно-бомбового удара советские наземные войска быстро овладевали узлами обороны противника. Всего во время ликвидации Никопольского плацдарма немецко-фашистских войск дивизия произвела 800 боевых самолёто-вылетов, в 671 из которых были произведены штурмовки немецких позиций непосредственно на поле боя. В апреле 1944 года дивизия Пруткова была переориентирована на крымское направление. В период Крымской операции гвардейцы Пруткова способствовали прорыву вражеской обороны на южном берегу залива Сиваш, обеспечивали быстрое продвижение наземных войск 4-го Украинского фронта к Симферополю, участвовали в освобождении города Севастополя. За смелое и мужественное руководство боевыми операциями и за достигнутые в результате этих операций успехи в боях с немецко-фашистскими захватчиками гвардии полковник С. Д. Прутков был награждён орденом Суворова II степени.
После освобождения Крыма 1-я гвардейская штурмовая авиационная дивизия была выведена из состава 8-й воздушной армии и переброшена в Калужскую область. С лета 1944 года и до конца войны дивизия сражалась на 3-м Белорусском фронте в составе 1-й воздушной армии. В период подготовки Белорусской стратегической операции гвардии полковник С. Д. Прутков провёл в дивизии большую учебную работу. Были организованы практические занятия по бомбометанию и ракетным стрельбам, проведена разъяснительная работа среди командиров полков и эскадрилий, состоялись собрания, на которых лётчики обменивались боевым опытом. Результатом проведённой работы стали успешные действия дивизии при освобождении Белоруссии. Особенно эффективно действовали гвардейцы во время Витебско-Оршанской операции. Лётчики дивизии способствовали прорыву обороны противника на оршанском направлении, громили опорные пункты его обороны, уничтожали колонны отступающих немецких войск. Действуя на участке железной дороги Орша — Борисов, гвардейцы Прутков умелыми действиями заставили немцев бросить 20 эшелонов с военным имуществом при этом не повредив железнодорожное полотно. В ходе операции «Багратион» полки 1-й гвардейской ШАД участвовали в освобождении Борисова, Минска и Гродно. Лично гвардии полковник С. Д. Прутков в этот период совершил 5 боевых вылетов. Успешные действия дивизии в Белоруссии 5 раз были отмечены в приказах Верховного Главнокомандующего. Во время Мемельской операции полки дивизии Пруткова способствовали овладению городом Расейняй.

Могила Пруткова на Кунцевском кладбище.

Вершиной полководческого таланта С. Д. Пруткова стала Инстербургско-Кёнигсбергская операция, составная часть Восточно-Прусской стратегической операции. Степан Дмитриевич сам лично спланировал боевую операцию по обеспечению силами своей дивизии ввода в прорыв частей 2-го танкового корпуса. 1-я гвардейская штурмовая авиационная дивизия взломала немецкую оборону в Восточной Пруссии в районе Гумбиннена, а затем на протяжении всей операции оказывала штурмовую поддержку танковым частям, наступавшим на Кёнигсберг. За период с 13 по 29 января 1945 года лётчики дивизии, несмотря на плохие метеоусловия, произвели 1563 боевых вылета, уничтожив бомбово-штурмовыми ударами 106 вражеских танков, 508 автомашин с войсками и грузами, 30 бронетранспортёров, 20 самоходных артиллерийских установок, 6 цистерн с горючим, 65 батарей полевой артиллерии, 6 батарей зенитной артиллерии и до 5500 солдат и офицеров вермахта. Гвардии полковник С. Д. Прутков во время операции находился в штабе 2-го танкового корпуса и руководил действиями своей дивизии с его командного пункта. Вместе с танкистами Степан Дмитриевич прошёл с боями около 200 километров от Гумбиннена до Кёнигсберга. За блестяще проведённую операцию гвардии полковник С. Д. Прутков был награждён орденом Кутузова I степени. В дальнейшем С. Д. Прутков участвовал в штурме Кёнигсберга и разгроме Земландской группировки противника. За умелое руководство подразделением Степану Дмитриевичу в апреле 1945 года было присвоено звание генерал-майора авиации. На завершающем этапе войны он руководил действиями своей дивизии по овладению городом-крепостью Пиллау.
За время войны комдив Прутков был 23 раза упомянут в благодарственных в приказах Верховного Главнокомандующего.

### Послевоенное время
После войны С. Д. Прутков продолжал командовать своей дивизией. В сентябре 1946 года он назначен заместителем начальника Липецких высших офицерских летно-тактических курсов усовершенствования командиров частей ВВС. С декабря 1947 года — слушатель Высшей военной академии имени К. Е. Ворошилова. В сентябре 1949 года окончил её с золотой медалью и был зачислен в распоряжение 2-го Главного управления Генерального штаба Вооружённых сил СССР. До июля 1951 года находился в командировке в КНР в должности старшего военного советника ВВС. После возвращения в СССР назначен начальником управления подготовки лётного состава и заместителем Главкома ВВС по вузам. С мая 1953 года был начальником Управления вузов ВВС, с марта 1957 года — командующим ВВС Северо-Кавкакзского военного округа, с августа 1959 года — командующим 57-й воздушной армией Прикарпатского военного округа и членом Военного совета округа. С. Д. Прутков также активно участвовал в общественной жизни страны. Он избирался депутатом Верховного Совета Украинской ССР, в качестве делегата участвовал в работе XXII съезда КПСС. В октябре 1964 года переведен на должность начальника командного факультета Краснознаменной Военно-воздушной академии. 31 декабря 1971 года в звании генерал-лейтенанта уволен в отставку. Жил в городе Москве. Скончался 10 апреля 1978 года, похоронен на Кунцевском кладбище столицы.

## Награды
- Медаль «Золотая Звезда» (01.05.1943);
- два ордена Ленина (23.10.1942; 01.05.1943);
- четыре ордена Красного Знамени (20.04.1942; 07.07.1944; 13.05.1945; 26.10.1955[7]);
- орден Кутузова 1-й степени (19.04.1945);
- орден Суворова 2-й степени (16.05.1944);
- орден Александра Невского (30.03.1944);
- орден Отечественной войны 1-й степени (08.10.1943);
- орден Красной Звезды (15.11.1950)[7];
- медали, в том числе:
  - медаль «За боевые заслуги» (03.11.1944)[7];
  - медаль «За оборону Ленинграда» (21.03.1945);
  - медаль «За оборону Сталинграда» (1942);
  - медаль «За взятие Кёнигсберга» (1945).

Приказы (благодарности) Верховного Главнокомандующего в которых отмечен С. Д. Прутков.
- За прорыв сильно укреплённой обороны немцев на их плацдарме южнее города Никополь на левом берегу Днепра и овладение районным центром Запорожской области — городом Каменка. 8 февраля 1944 года. № 71.
- За прорыв сильно укреплённой обороны противника на Перекопском перешейке, захват города Армянск, форсирование Сиваша восточнее города Армянска и овладение важнейшим железнодорожным узлом Крыма — Джанкоем. 11 апреля 1944 года. № 104.
- За овладение столицей Крыма городом Симферополь — основным опорным пунктом обороны противника, прикрывающим пути к портам южного побережья Крымского полуострова. 13 апреля 1944 года № 108.
- За овладение крепостью и важнейшей военно-морской базой на Чёрном море городом Севастополь. 10 мая 1944 года. № 111.
- За прорыв сильно укреплённой и развитой в глубину обороны Витебского укреплённого района немцев, южнее города Витебск, на участке протяжением 30 километров, продвижение в глубину за два дня наступательных боёв до 25 километров и расширение прорыва до 80 километров по фронту. 24 июня 1944 года. № 116.
- За овладение городом и оперативно важным железнодорожным узлом Орша — мощным бастионом обороны немцев, прикрывающим минское направление. 27 июня 1944 года. № 121.
- За форсирование реки Березина и овладение штурмом городом и крупным узлом коммуникаций Борисов — важным опорным пунктом обороны немцев, прикрывающим подступы к Минску. 1 июля 1944 года. № 126.
- За овладение штурмом столицей Советской Белоруссии городом Минск — важнейшим стратегическим узлом обороны немцев на западном направлении. 3 июля 1944 года. № 128.
- За овладение штурмом городом и крепостью Гродно — крупным железнодорожным узлом и важным укреплённым районом обороны немцев, прикрывающим подступы к границам Восточной Пруссии. 16 июля 1944 года. № 139.
- За форсирование реки Неман, прорыв сильно укреплённой обороны противника на западном берегу и овладение городом и крупной железнодорожной станцией Мариамполь, а также важными узлами коммуникаций Пильвишки, Шостаков, Сейны. 31 июля 1944 года. № 160.
- За овладение штурмом городом и крепостью Каунас (Ковно) — оперативно важным узлом коммуникаций и мощным опорным пунктом обороны немцев, прикрывающим подступы к границам Восточной Пруссии. 1 августа 1944 года № 161.
- За переход в наступление из района северо-западнее и юго-западнее Шяуляй (Шавли), прорыв сильно укреплённой обороны противника и овладение важными опорными пунктами обороны немцев Тельшяй, Плунгяны, Мажейкяй, Тришкяй, Тиркшляй, Седа, Ворни, Кельмы. 8 октября 1944 года № 193.
- За прорыв долговременной, глубоко эшелонированной обороны немцев, прикрывавшей границы Восточной Пруссии, вторжение в пределы Восточной Пруссии и овладение мощными опорными пунктами обороны противника — Ширвиндт, Наумиестис (Владиславов), Виллюнен[8], Вирбалис (Вержболово), Кибартай (Кибарты), Эйдткунен, Шталлупёнен, Миллюнен, Вальтеркемен, Пиллюпёнен, Виштынец, Мелькемен, Роминтен, Гросс Роминтен, Вижайны, Шитткемен, Пшеросль, Гольдап, Филипув, Сувалки. 23 октября 1944 года № 203.
- За овладение штурмом укреплёнными городами Пилькаллен, Рагнит и сильными опорными пунктами обороны немцев Шилленен, Лазденен, Куссен, Науйенингкен[9], Ленгветен, Краупишкен, Бракупёнен. 19 января 1945 года № 231.
- За овладение штурмом городами Восточной Пруссии Тильзит, Гросс-Скайсгиррен, Ауловёнен, Жиллен и Каукемен — важными узлами коммуникаций и сильными опорными пунктами обороны немцев на кёнигсбергском направлении. 20 января 1945 года. № 235.
- За овладение штурмом в Восточной Пруссии городом Гумбиннен — важным узлом коммуникаций и сильным опорным пунктом обороны немцев на кёнигсбергском направлении. 21 января 1945 года. № 238.
- За овладение штурмом в Восточной Пруссии городом Инстербург — важным узлом коммуникаций и мощным укрепленным районом обороны немцев на путях к Кёнигсбергу. 22 января 1945 года. № 240.
- За овладение городами Лабиау и Велау — важными опорными пунктами обороны немцев, прикрывающими подступы к Кёнигсбергу. 23 января 1945 года. № 247.
- За овладение штурмом городами Вормдитт и Мельзак — важными узлами коммуникаций и сильными опорными пунктами обороны немцев. 17 февраля 1945 года. № 282.
- За овладение городом Хайлигенбайль — последним опорным пунктом обороны немцев на побережье залива Фриш-Гаф, юго-западнее Кёнигсберга. 25 марта 1945 года. № 309.
- За завершение ликвидации окруженной восточно-прусской группы немецких войск юго-западнее Кёнигсберга. 29 марта 1945 года. № 317.
- За завершение разгрома кёнигсбергской группы немецких войск и овладение штурмом крепостью и главным городом Восточной Пруссии Кёнигсберг — стратегически важным узлом обороны немцев на Балтийском море. 9 апреля 1945 года. № 333.
- За овладение последним опорным пунктом обороны немцев на Земландском полуострове городом и крепостью Пиллау — крупным портом и военно-морской базой немцев на Балтийском море. 25 апреля 1945 года. № 343.

## В культуре
- По утверждению ветеранов 1-й гвардейской авиадивизии, эпизод фильма «В бой идут одни «старики»» с обнаружением замаскированных под копнами сена немецких танков взят из биографии С. Пруткова[10].

## Документы
- Общедоступный электронный банк документов «Подвиг Народа в Великой Отечественной войне 1941—1945 гг.» Дата обращения: 22 июня 2013. Архивировано из оригинала 13 марта 2012 года.

Представление к званию Героя Советского Союза и указ ПВС СССР о присвоении звания. Дата обращения: 22 июня 2013. Архивировано 28 июня 2013 года.
Орден Ленина (наградной лист и приказ о награждении от 23.10.1942). Дата обращения: 22 июня 2013. Архивировано 28 июня 2013 года.
Орден Красного Знамени (наградной лист и приказ о награждении от 20.04.1942). Дата обращения: 22 июня 2013. Архивировано 28 июня 2013 года.
Орден Красного Знамени (наградной лист и приказ о награждении от 07.07.1944). Дата обращения: 22 июня 2013. Архивировано 28 июня 2013 года.
Приказ о награждении орденм Красного Знамени от 13.05.1945 и информация из учётной карточки. Дата обращения: 22 июня 2013. Архивировано 28 июня 2013 года.
Орден Кутузова 1-й степени (наградной лист и список награждённых). Дата обращения: 22 июня 2013. Архивировано 28 июня 2013 года.
Ходатайство о награждении орденом Кутузова 1-й степени. Дата обращения: 22 июня 2013. Архивировано 28 июня 2013 года.
Указ Президиума Верховного Совета СССР о награждении орденом Кутузова 1-й степени. Дата обращения: 22 июня 2013. Архивировано 28 июня 2013 года.
Орден Суворова 2-й степени (наградной лист и указ ПВС СССР о награждении). Дата обращения: 22 июня 2013. Архивировано 28 июня 2013 года.
Орден Александра Невского (наградной лист и приказ о награждении). Дата обращения: 22 июня 2013. Архивировано 28 июня 2013 года.
17205433 Орден Отечественной войны 1-й степени (наградной лист и приказ о награждении). Дата обращения: 22 июня 2013. Архивировано 28 июня 2013 года.